# Gephyromantis enki
Gephyromantis enki – gatunek płaza bezogonowego z rodziny mantellowatych (Mantellidae). Endemit Madagaskaru, narażony na wyginięcie.

## Występowanie
Opisywany gatunek płaza jest endemitem. Udowodniono jego występowanie na południowym wschodzie Madagaskaru w okolicy Parku Narodowego Ranomafana aż po szczyt Mahahira, a także w Vevembe, podejrzewa się jednak, że może on zasiedlać również inne miejsca.
Zwierzę żyje na wysokości 650–1400 metrów nad poziomem morza. Podobnie jak Gephyromantis eiselti, G. enki rzadko spotykany jest w tropikalnych lasach pierwotnych, częściej zasiedla lasy wtórne i tereny porosłe niską krzewiastą roślinnością wtórną, znakomicie radząc sobie w środowisku silnie zmienionym działalnością człowieka. Prawdopodobnie dzięki swemu sposobowi rozrodu może znacznie oddalać się od zbiorników wodnych.

## Rozmnażanie
Najprawdopodobniej gatunek rozmnaża się bez konieczności korzystania ze zbiorników wodnych i ma tu miejsce rozwój prosty.

## Status
W Czerwonej księdze gatunków zagrożonych IUCN płaz ten od 2016 roku klasyfikowany jest jako gatunek narażony (VU, ang. Vulnerable); wcześniej, od 2004 roku uznawano go za gatunek niedostatecznie rozpoznany (DD, ang. Data Deficient).
Gatunek występuje bardzo obficie, ale trend jego liczebności oceniany jest jako spadkowy ze względu na utratę i degradację siedlisk. Jednakże dzięki swym zdolnościom adaptacyjnym nie grozi mu wymarcie.
Do zagrożeń dla gatunku należą: rolnictwo (w tym wypas zwierząt gospodarskich), pozyskiwanie drewna i wytwarzanie węgla drzewnego, inwazyjne rozprzestrzenianie się eukaliptusa, osadnictwo ludzkie.
Zwierzę spotyka się w Parku Narodowym Ranomafana, być może zasiedla też Park Narodowy Andringitra.